# Nordiska rådets priser 2014

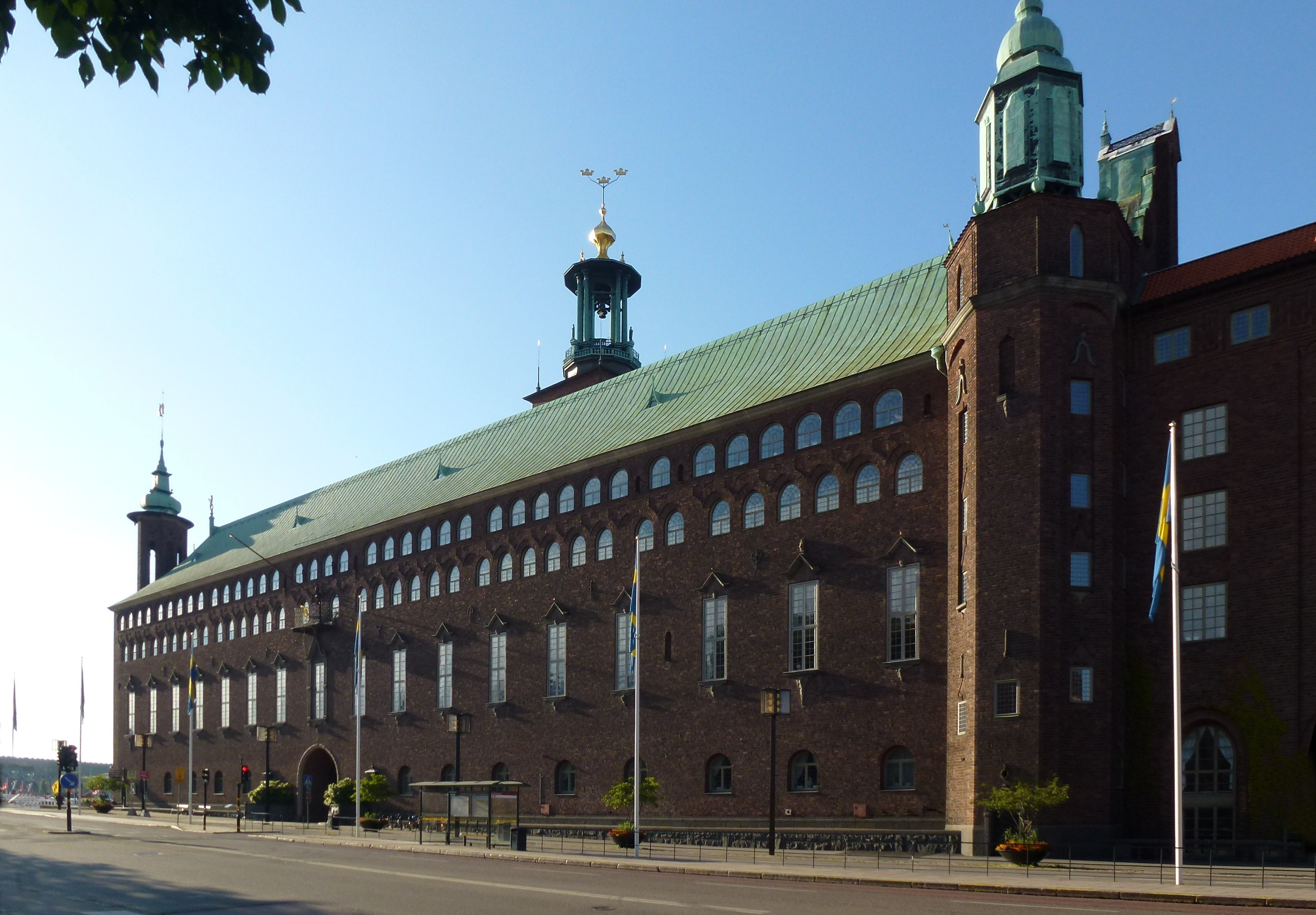
Stockholms stadshus, platsen för prisceremonin

Nordiska rådets priser 2014 delades ut i de fem kategorierna litteratur, barn- och ungdomslitteratur, film, musik och natur och miljö. Pristagarna tillkännagavs 29 oktober 2014 under en prisceremoni i Blå hallen i Stockholms stadshus. Tacktalen och intervjuer med pristagarna sändes i SVT2 två dagar senare med programtiteln Nordens bästa.

## Vinnare och nominerade

### Barn- och ungdomslitteratur
Följande nominerades till Nordiska rådets pris för barn- och ungdomslitteratur:
| Författare                             | Illustratör             | Svensk titel                          | Ursprungstitel                                   | Land                 |
| -------------------------------------- | ----------------------- | ------------------------------------- | ------------------------------------------------ | -------------------- |
| Håkon Øvreås                           | Øyvind Torseter         | Brune                                 | Brune                                            | Norge                |
| Louis Jensen                           | Lilian Brøgger          | Så finns det nya fyrkantiga historier | Halli! Hallo! Så er der nye firkantede historier | Danmark              |
| Hanne Kvist                            | ¡                       | Två av allting                        | To af alting                                     | Danmark              |
| Annika Sandelin                        | Karoliina Pertamo       | Råttan Bettan och masken Baudelaire   | Råttan Bettan och masken Baudelaire              | Finland              |
| Ville Tietäväinen och Aino Tietäväinen | ¡                       | Bara en ond dröm                      | Vain pahaa unta                                  | Finland              |
| Andri Snær Magnason                    | ¡                       | Tidskistan                            | Tímakistan                                       | Island               |
| Lani Yamamoto                          | ¡                       | Stína stortäcke                       | Stína stórasæng                                  | Island               |
| Gro Dahle                              | Kaia Linnea Dahle Nyhus | Kriget                                | Krigen                                           | Norge                |
| Eva Lindström                          | Eva Lindström           | Olli och Mo                           | Olli och Mo                                      | Sverige              |
| Sofia Nordin                           | ¡                       | En sekund i taget                     | En sekund i taget                                | Sverige              |
| Kathrine Rosing                        | Nina Spore Kreutzmann   | Den magiska kepsen                    | Nasaq teqqialik piginnaanilik                    | Grönland             |
| Bárður Oskarsson                       | Bárður Oskarsson        | Den platta kaninen                    | Flata kaninin                                    | Färöarna             |
| Máret Ánne Sara                        | ¡                       | Mellan världarna                      | Ilmmiid Gaskkas                                  | Samiska språkområdet |

### Film
Följande nominerades till Nordiska rådets filmpris:
| Svensk titel      | Ursprungstitel | Regissör            | Manusförfattare                   | Producent                            | Land    |
| ----------------- | -------------- | ------------------- | --------------------------------- | ------------------------------------ | ------- |
| Om hästar och män | Hross í oss    | Benedikt Erlingsson | Benedikt Erlingsson               | Friðrik Þór Friðriksson              | Island  |
| Nymphomaniac      | Nymphomaniac   | Lars von Trier      | Lars von Trier                    | Peter Aalbæk Jensen                  | Danmark |
| Betongnatt        | Betoniyö       | Pirjo Honkasalo     | Pirjo Honkasalo och Pirkko Saisio | Misha Jaari och Mark Lwoff           | Finland |
| Blind             | Blind          | Eskil Vogt          | Eskil Vogt                        | Sigve Endresen och Hans-Jørgen Osnes | Norge   |
| Turist            | Turist         | Ruben Östlund       | Ruben Östlund                     | Erik Hemmendorff och Marie Kjellson  | Sverige |

### Musik
Följande nominerades till Nordiska rådets musikpris:
| Verk                                   | Tonsättare | Land     |
| -------------------------------------- | --- | -------- |
| Black box music                        | Simon Steen-Andersen                                                                                                   | Danmark  |
| Balladeering-time-December song        | Jakob Bro | Danmark  |
| Jong                                   | Lotta Wennäkoski | Finland  |
| Eerik XIV                              | Mikko Heiniö och Juha Siltanen                                                                                         | Finland  |
| Barbara                                | Tróndur Bogason | Färöarna |
| Solar5: journey to the center of sound | Hugi Guðmundsson, Hilmar Jensson, Sverrir Guðjónsson och Matthias Hemstock samt med interaktiv bildkonst av Joshue Ott | Island   |
| Undir tekur yfir                       | Hildur Guðnadóttir | Island   |
| Constructing jungle books              | Øyvind Torvund | Norge    |
| Lion                                   | Marius Neset | Norge    |
| Frames in transit                      | Jesper Nordin | Sverige  |
| Ice concerto                           | Fredrik Högberg | Sverige  |

### Natur och miljö
Följande nominerades till Nordiska rådets natur- och miljöpris:
| Kommun, stad eller lokalsamhälle                         | Land     |
| -------------------------------------------------------- | -------- |
| Reykjavik kommun                                         | Island   |
| Lokalsamfunnet Gjógv                                     | Färöarna |
| Gladsaxe kommun                                          | Danmark  |
| Hallstahammars kommun                                    | Sverige  |
| Ijo kommun                                               | Finland  |
| Jyväskylä stad                                           | Finland  |
| Lejre kommun                                             | Danmark  |
| Middelfarts kommun                                       | Danmark  |
| Saligaatsoq – Avatangiiserik-projektet                   | Grönland |
| Gården Skaftholt i kommunen Skeiða- och Gnúpverjahreppur | Island   |
| Snæfellsnes, samarbete mellan fem kommuner               | Island   |
| Sólheimar-institutionen                                  | Island   |
| Växjö kommun                                             | Sverige  |